# Australobius vians
Australobius vians är en mångfotingart som beskrevs av Chamberlin 1938. Australobius vians ingår i släktet Australobius och familjen stenkrypare. Inga underarter finns listade i Catalogue of Life.